# Praça Caracas

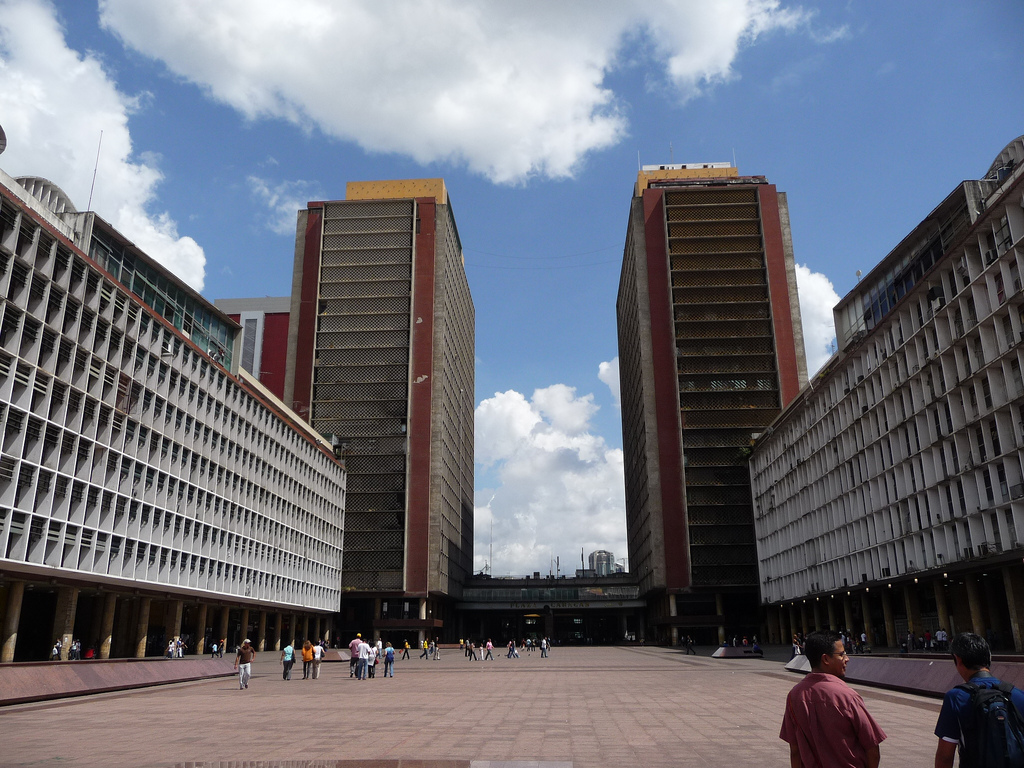
Plaza Caracas.

A Praça Caracas (em castelhano:   Plaza Caracas) é um espaço público entre as Torres do Centro Simón Bolívar no centro de Caracas, Venezuela.
A praça foi projetada pelo arquiteto Germán Castro e inaugurada em 7 de novembro de 1983 no espaço fora anteriormente atribuído à Avenida Bolívar, mas após a reestruturação do centro de Caracas no  Parque José María Vargas, decidiu-se fazer esta parte da avenida subterrânea. A praça tem uma área de 12.000 metros quadrados, um dos maiores da cidade.
Na parte oriental da praça há uma estátua chamada El Genio, escultura do artista espanhol Victorio Macho.
A praça começou a deteriorar-se em meados da década de 90 com a presença do comércio informal, anos mais tarde, a situação piorou até que o pavimento começou a apresentar falhas estruturais. Em 2008 o comércio informal é proibida na praça para abrir caminho para a recuperação do programa espacial.
Em 2008, a Plaza Caracas fui assumida pelo prefeito de Libertador para restaurá-la em sua totalidade. Entre as principais mudanças que se destacam foi a elevação do pedestal onde se encontra o busto de Bolívar e a nova iluminação.